# Llívia
Llívia (katalanisch [ˈʎiβiə]) ist eine spanische Exklave in den Pyrenäen, die von französischem Staatsgebiet des Département Pyrénées-Orientales umgeben ist. Die Gemeinde hat 1.560 Einwohner (Stand: 2024) und liegt auf 1223 msnm Höhe durch knapp 2 km französisches Gebiet getrennt nordwestlich der durch die Pyrenäen verlaufenden spanisch-französischen Grenze in der Nähe von Puigcerdà, dem Hauptort der Comarca.
Geographisch ist sie der Alta Cerdanya, administrativ jedoch der katalanischen Comarca Cerdanya (die auch als Baixa Cerdanya bezeichnet wird) in der Provinz Girona zugeordnet.

## Geschichte
Die römische Festung Iulia Lybica lag an der Strata Ceretana, die (als Strata Confletana von Narbonne kommend) durch das strategisch wichtige Hochtal des Segre-Flusses führte und in Lleida endete. Der Name des Ortes soll auf Julius Caesar zurückgehen, der ihm das Gemeinderecht zuerkannt hatte. Schon früh entwickelte sich die Gemeinde zum Hauptort des Hochtals.
Im 8. Jahrhundert wurde Llívia als Hauptort der Grafschaft Cerdanya angesehen, doch diese Funktion verlor es 1177, als fünf Kilometer westlich Puigcerdà gegründet und zur Hauptstadt der Cerdanya ernannt wurde.
1528 erhielt der Ort von Karl V. die Rechte einer Kleinstadt. Nach dem Pyrenäenfrieden von 1659, der festlegte, dass alle 33 Dörfer des Ostteils der Cerdanya an Frankreich fallen sollten, berief sich Llívia auf diese Stadtrechte und verblieb daher bei Spanien.
Bei dem von Spanien für verfassungswidrig erklärten Unabhängigkeitsreferendum von 2017 stimmten rund 95 Prozent der Einwohner Llívias für die Selbständigkeit Kataloniens.

## Gemeindegliederung
- Llívia
- Cereja
- Gorguja

## Sehenswürdigkeiten
- Reste des antiken Kastells auf dem Hügel über der Stadt
- Verteidigungstürme und Reste der Stadtmauer in der Altstadt
- Stadtmuseum mit Inventar der Farmàcia Esteve, einer der ältesten Apotheken Europas
- der Menhir Pedra Dreta de Llívia
- der Dolmen von Llívia

## Städtepartnerschaften
- Boé im Département Lot-et-Garonne, Frankreich

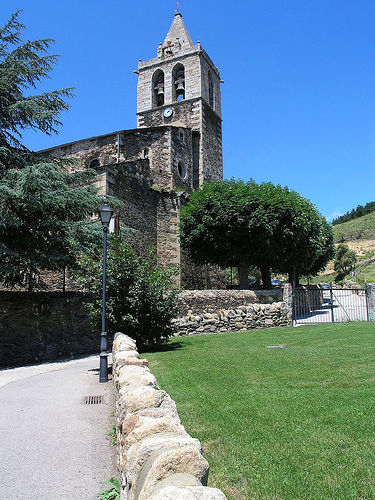
Pfarrkirche in Llívia
Llívia, im Hintergrund die Pfarrkirche und der Hügel mit den Resten des antiken Kastells
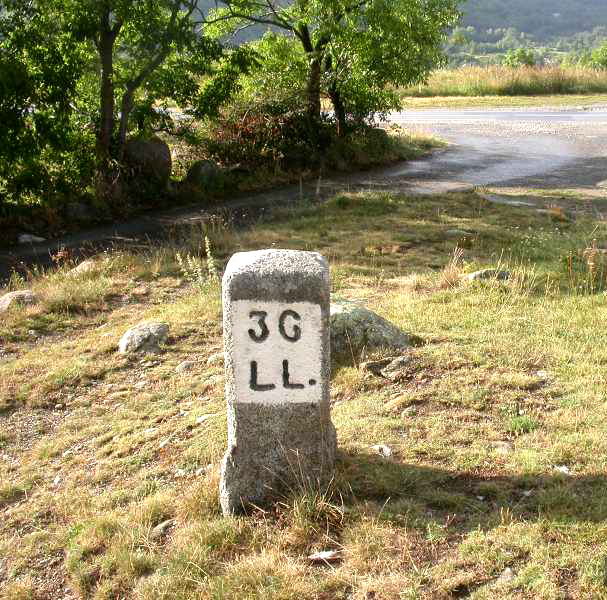
Grenzstein auf der Grenze zwischen Llívia (Spanien) und Angoustrine-Villeneuve-des-Escaldes (Frankreich)
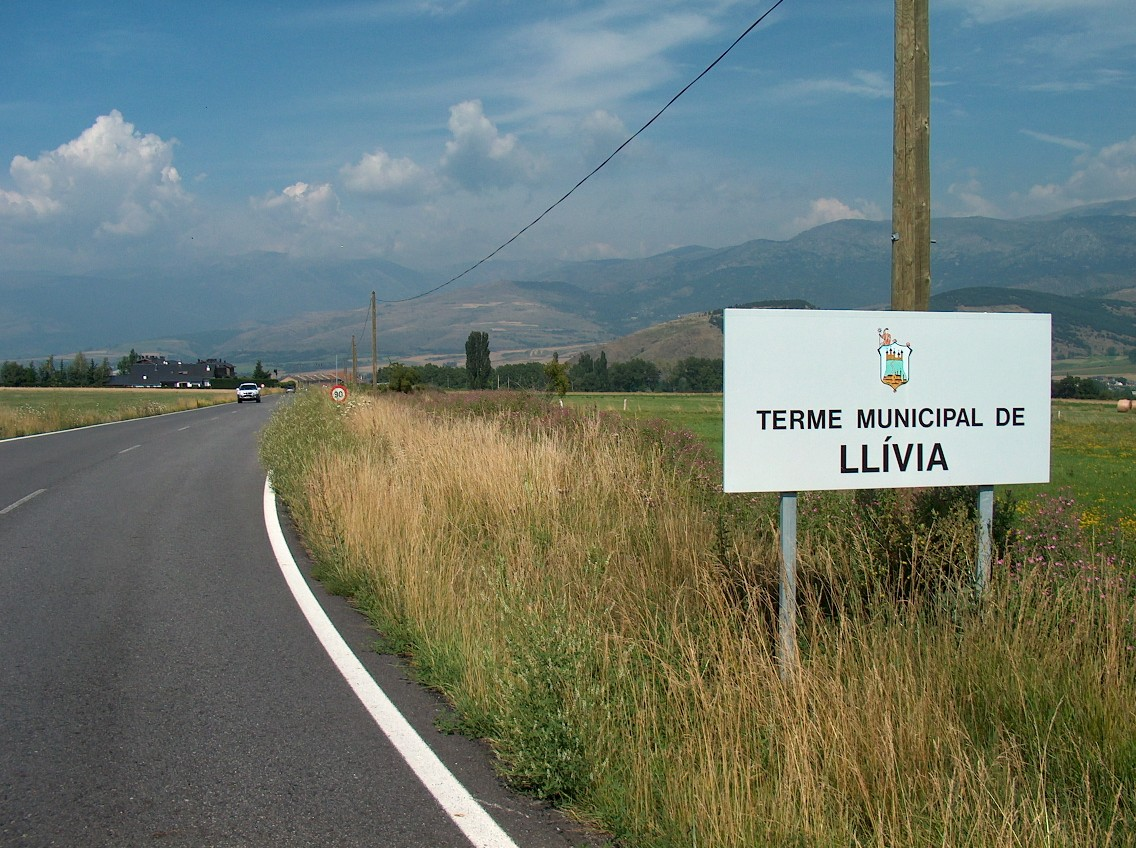
Einfahrt in die Gemeinde Llívia